# Ґевартув
Ґевартув (пол. Giewartów) — село в Польщі, у гміні Островіте Слупецького повіту Великопольського воєводства.
Населення — 416 осіб (2011).
У 1975-1998 роках село належало до Конінського воєводства.

## Демографія
Демографічна структура станом на 31 березня 2011 року:
|          | Загалом | Допрацездатний вік | Працездатний вік | Постпрацездатний вік |
| -------- | ------- | ------------------ | ---------------- | -------------------- |
| Чоловіки | 210     | 39                 | 145              | 26                   |
| Жінки    | 206     | 31                 | 132              | 43                   |
| Разом    | 416     | 70                 | 277              | 69                   |